# Siphonolaimidae
Siphonolaimidae é uma família de nematóides pertencentes à ordem Monhysterida.
Géneros:
- Astomonema Ott, Rieger, Rieger & Enderes, 1982
- Cyartonema
- Parastomonema Kito, 1989
- Paraterschellingia
- Siphonolaimus de Man, 1893
- Solenolaimus Cobb, 1893
- Southernia